# ترا ای کهن بوم و بر دوست دارم
ترا ای کهن بوم و بر دوست دارم عنوان کتاب شعری از شاعر نامدار، مهدی اخوان ثالث می‌باشد. این کتاب هشتمین مجموعه شعر چاپ شده از سوی اخوان ثالث است.